# 9×21mm Gyurza

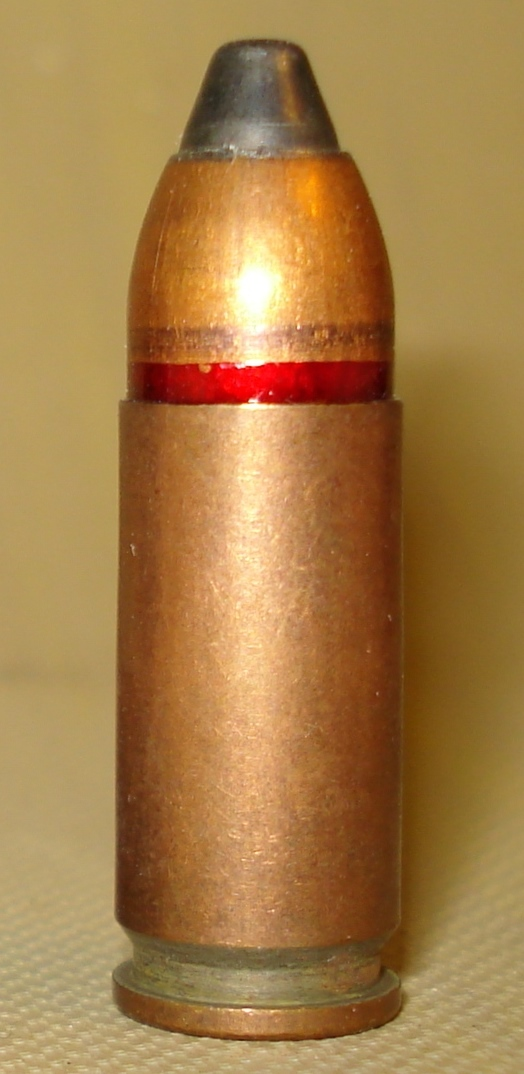
Projétil 9x21 RG054 (versão anterior ao SP-10)

O cartucho 9 × 21 mm Gyurza é uma munição russa projetada para derrotar proteções corporais que foi desenvolvida pela TsNIITochMash para sua pistola semi-automática SR-1 Vektor e sua submetralhadora SR-2 Veresk .

## Performance
O método de construção do cartucho permite que seja eficaz contra alvos blindados e não blindados. O projétil tem um núcleo duro contido dentro dela e separado dela por uma camada de polietileno. Se o projétil atingir um alvo sem armadura, ela se mantém unido para produzir um amplo canal de ferimento. Se o projétil atingir um alvo blindado, o invólucro é arrancado e o núcleo penetra sozinho. A desvantagem do uso desse tipo de projétil é que altas velocidades de impacto são necessárias para que funcione com eficácia, de modo que o projétil é relativamente leves para maximizar a velocidade da boca. Isso significa que ele perdera velocidade relativamente rapidamente, limitando seu alcance efetivo. 

## Variantes
SP-10 (7N29) - Munição perfurante com núcleo de aço endurecido 
SP-11 (7N28) - Munição FMJ padrão com núcleo de chumbo
SP-12 - Projétil expansível 
SP-13 (7BT3) - Projétil traçador